# Integrative Wirtschaftsethik
Die Integrative Wirtschaftsethik ist eine Theorie, wie wirtschaftliches Handeln in eine allgemeine ethische Konzeption menschlichen Handelns eingebunden werden kann.
Die Integrative Wirtschaftsethik wurde von Peter Ulrich entwickelt, der von 1989 bis 2009 Direktor am Institut für Wirtschaftsethik der Universität St. Gallen war. Er fordert anstelle einer in der Moderne immer mehr dominierenden ökonomischen Sachlogik, eine Begründung des Wirtschaftens, das vorrangig an der Lebensdienlichkeit orientiert ist.
Als Begründung für eine solche Position sieht Ulrich weder einen naturrechtlichen, noch einen religiös-metaphysischen Ansatz, sondern nur eine am republikanischen Liberalismus und am Humanismus ausgerichtete Vernunftethik. Mit Vernunftethik meint Ulrich „die rational verallgemeinerbare intersubjektive Reziprozität des Anspruchs auf die Achtung und Anerkennung aller Subjekte als in ihrer Würde und Subjektqualität „unantastbare“ Personen.“ Ausgehend von der Praxis der menschlichen Lebenswelt sieht Ulrich einen Aufstieg von der Goldenen Regel über den unbeteiligten Beobachter bei Adam Smith und den Kategorischen Imperativ bei Immanuel Kant bis hin zur Diskursethik von Karl-Otto Apel und Jürgen Habermas als die am besten ausgearbeitete (elaborierte) Form einer solchen Vernunftethik.

## Aufgaben der Wirtschaftsethik
Als Aufgaben der Integrativen Wirtschaftsethik nennt Ulrich
1. Kritik der „reinen“ ökonomischen Vernunft
2. Bestimmung der sozialökonomischen Rationalität
3. Beschreibung des öffentlichen Diskurses als prinzipiellen „Ort“ der Moral.

Der kritische Ansatz soll zeigen, dass Normativität „nicht die „Kehrseite“ der ökonomischen Rationalität, sondern deren Fundament“ ist. (IWE 128) Es kommt darauf an, „sich gegen ökonomistische Verkürzungen und Zirkelschlüsse“ zu wenden, die dadurch entstehen, dass reine ökonomische Rationalitätskonzepte einen Abbruch der Reflexion auf ihre innere Rationalität darstellen. Eine wohlverstandene ökonomische Vernunft wird so zum „erklärten Abschied vom Ökonomismus innerhalb der ökonomischen Theorie auf philosophischen Wegen.“
Im Umgang mit der Knappheit von Ressourcen und Gütern gibt nicht nur die ökonomische Rationalität einen Maßstab, sondern die damit stets verbundenen sozialen Konflikte bedürfen einer integrierten normativen Lösung. „Die unbedingte moralische Grundforderung, die als normative Bedingung allen vernünftigen Handelns Geltung beansprucht, ist die der Legitimität, […]“ (IWE 130) Legitimität ist nach Ulrich aber erst erfüllbar, wenn nicht nur die direkt, sondern auch die indirekt Betroffenen und deren Interessen Berücksichtigung finden. Die lebenspraktische Frage lautet daher nicht, ob eine Handlung effizient ist, sondern für wen die Effizienz gilt.
„Als sozialökonomisch rational kann jede Handlung oder jede Institution gelten, die freie und mündige Bürger in der vernunftgeleiteten Verständigung unter allen Betroffenen als legitime Form der Wertschöpfung bestimmt haben (können).“ (IWE 132)
Nur eine Wirtschaftsethik, die dieser sozialökonomischen Rationalität folgt, kann nach Ulrich für sich in Anspruch nehmen, den moralischen Standpunkt (moral point of view) angemessen zur Geltung zu bringen. Die Integrative Wirtschaftsethik tritt einem in der Neoklassik verselbständigten ökonomischen Kalkül mit der Frage nach dem Zweck und dem Anspruch der Lebensdienlichkeit wirtschaftlichen Handelns entgegen.
Ulrich unterscheidet drei Grundtypen wirtschaftsethischer Theorien (IWE 135):
1. Korrektive Wirtschaftsethik ist eine Form der angewandten Ethik, die von gegebenen Anwendungsbedingungen ausgeht und sich auf die Eingrenzung von ökonomischer Sachlogik durch Ethik beschränkt.
2. Funktionalistische Wirtschaftsethik nimmt ihren Ausgangspunkt in der ökonomischen Rationalität und fragt nach der Nützlichkeit der Moral für ökonomische Interessen, so dass der Ort der Moral außerhalb des wirtschaftlichen Handelns liegt.
3. Integrative Wirtschaftsethik will im normativen Diskurs die legitimen Grundlagen des Wirtschaftens bestimmen und weist damit der Ethik die Aufgabe eines Unterbaus für das Wirtschaften zu.

Ulrich wendet sich vehement gegen eine Unterwerfung von Wirtschaftsethik unter eine ihr von außen vorgegebene Sachlogik, die – aus seiner Sicht vermeintlich – zu unaufhebbaren Sachzwängen führt.
„Im Namen der „reinen“ ökonomischen Sachlogik werden nicht etwa ethisch neutrale oder „wertfreie“, sondern sehr wohl schon normative Positionen vertreten: Das normative steckt immer schon in der ökonomischen Ratio drin – es kann ihr nicht als etwas von ihr äußerliches oder Sachfremdes hinzugefügt werden. Es wäre daher ein Grundlagenirrtum zu meinen, Wirtschaftsethik sei einfach „angewandte“ Ethik für die zuvor von Normativität unberührte Domäne des Wirtschaftens. Vielmehr ist sie, als Vernunftethik des Wirtschaftens begriffen, im Ansatz und Kern eine philosophisch-ethische Kritik der „reinen“ ökonomischen Vernunft, oder dessen, was dafür gehalten wird.“
Sachzwänge entstehen für Ulrich erst, wenn man sich entschieden hat, einer bestimmten Logik zu folgen. Gewinnstreben beruht aber nicht auf Naturgesetzen, sondern unterliegt menschlichen Entscheidungen, so dass auch eine moralische Selbstbegrenzung möglich ist.
„Falls wir im praktizierten oder vorgestellten Diskurs mit den unmittelbar Betroffenen zum Schluss kommen, dass unsere Zweckwahl uns „zwingen“ würde, Dinge zu tun, die wir unter moralischen Gesichtspunkten anderen Menschen gegenüber nicht gutheißen könnten, so sollten wir unsere moralische Pflicht darin erkennen, das fragliche wirtschaftliche Tun zu unterlassen und unsere wirtschaftliche Selbstbehauptung auf andere Weise anzustreben.“ (IWE 171)

## Das Konzept einer lebensdienlichen Ökonomie
Ulrich verweist darauf, dass von Aristoteles bis hin zu Adam Smith die Einbeziehung des Wirtschaftens in eine natürliche Ordnung als selbstverständlich angesehen wurde. (IWE Kap. 5.1, hier 179) Erst die Verselbständigung der Ökonomie in der Neoklassik gestützt durch den politischen Liberalismus des 19. Jahrhunderts, den Ulrich mit einem marktradikalen Neoliberalismus gleichsetzt, habe zur Verkürzung auf eine rein ökonomische Rationalität geführt. Hierdurch ist eine normative Überhöhung der Doktrin des „freien Marktes“ entstanden, die vor allem im Interesse der besitzenden Bürger steht. In der Ethik hat sich dies im Utilitarismus als der „Ideologie des Kapitalismus“ niedergeschlagen. (IWE Kap. 5.2, hier 191ff) Wirtschaftsethik darf nach Ulrich auch nicht als reines Korrektiv für Marktversagen aufgefasst werden, das immer dann zum Zuge kommt, wenn Marktversagen zu Aufsehen und Skandalen führt. Noch weniger ist sie ein Instrument des Wirtschaftens, das funktional der Verbesserung der ökonomischen Effizienz dient. Wirtschaftliches Handeln muss nach Ulrich einer ethischen Beurteilung standhalten. Der moralische Akteur muss seine Handlungen gegenüber den Betroffenen und der Umwelt verantworten können. Umgekehrt müssen die moralischen Ansprüche an den Akteur diesem zumutbar sein.
Die dem wirtschaftlichen Handeln vorgeordnete Ethik fordert zunächst die Klärung der Sinnfrage (IWE Kap. 6) und der Legitimationsfrage (IWE Kap. 7). Mit der Sinnfrage wird untersucht, welche Form des Wirtschaftens dem Menschen zuträglich ist, wie die individuelle Lebensqualität gesteigert werden kann, um ein gutes Leben führen zu können. Hierzu gehören die Frage nach den Werten, die anzustreben und zu berücksichtigen sind sowie die Frage der Zukunftsgestaltung für ein erstrebenswertes Leben. Die Frage der Legitimation richtet sich auf die Form des Zusammenlebens, die sich in den sozialen Regeln einer wohlgeordneten Gesellschaft niederschlägt. Legitimes Wirtschaften bedeutet, zu klären für wen Werte geschaffen werden. (IWE Übersichtsschema 219)
Ulrich diskutiert die anzustrebende Ordnung einer lebensdienlichen Wirtschaft anhand verschiedener Gerechtigkeitskonzeptionen, die von einem radikalen Liberalismus (Buchanan) über den politischen Liberalismus (Rawls) bis hin zum Kommunitarismus (Sandell) reichen. Der reine Liberalismus beruht für ihn auf einem Hobbeseanischen Egoismus, der die Perspektive des Sozialen ausblendet. Diese Form des Liberalismus setzt vor allem auf negative Freiheiten. Aufgrund des Schleiers des Nichtwissens und der Ausblendung individueller Interessen im Gedankenmodell von Rawls sieht Ulrich auch bei diesem den Vorrang des ökonomischen Prinzips, auch wenn durch die Grundsätze der Chancengerechtigkeit und der ständigen Berücksichtigung der am schlechtesten Gestellten der individualistische Egoismus begrenzt wird. Im Kommunitarismus sieht Ulrich hingegen eine Überbetonung der Wertegemeinschaft, die die Tendenz zum Konformismus beinhaltet.
Gegen diese Theorien setzt Ulrich sein Ideal eines „republikanischen Liberalismus“. Zur Kennzeichnung seiner Vorstellung greift er in Anlehnung an Kant auf die Unterscheidung zwischen Citoyen und Bourgeois zurück. Der Bourgeois orientiert sich vor allem an seinem Besitz („Ich habe Privateigentum, also bin ich“), während der Citoyen seine Identität aus der aktiven Teilhabe an einer Bürgergesellschaft zieht („Ich partizipiere an der res publica, also bin ich“) (IWE Tabelle 321). Freiheit in einer partizipatorischen und deliberativen Bürgergesellschaft ist vor allem auch positive Freiheit (Freiheit zu etwas). Dies beinhaltet nach Ulrich (IWE 280-281):
1. Gleichberechtigte Teilnahme und Teilhabe in Hinblick auf Bürgerrechte und Bürgerpflichten (Umfassender Bürgerstatus)
2. Möglichkeit der basisdemokratischen Selbstorganisation (Gesellschaft als Netzwerk egalitärer Bürgervereinigungen)
3. Umfassende Chancengleichheit und reale Autonomie (Zivilisierung des Marktes ebenso wie die des Staates)

Ulrich prüft kurz, ob dieser Anspruch durch das Konzept der Befriedigung der Grundbedürfnisse (basic needs) erfüllt wird und kommt zu dem Schluss, dass dieses nicht kompatibel ist mit einer Bestimmung von Grundrechten und zudem an das Individuum gebunden ist, so dass die Problematik der sozialen Teilhabe nicht abgedeckt wird. (IWE 286) Positive Impulse sieht Ulrich hingegen in der entwicklungspolitischen Diskussion, insbesondere in der Dependenztheorie und in der Befreiungspädagogik von Paulo Freire.
Ein umfassendes Konzept zur Gestaltung einer lebensdienlichen Wirtschaft sieht Ulrich schließlich im Ansatz der Verwirklichungschancen von Amartya Sen, der darauf ausgerichtet ist, die substanziellen Freiheiten zu bestimmen, die es ermöglichen, ein mit Gründen erstrebtes Leben zu führen.
„Der Berechtigungs- und Fähigkeitenansatz weist in seiner sozialökonomischen Lebensnähe und humanen Essenzialität auf die Überlegungen zu einer „Ökonomie der Lebensfülle“ im Kontext der Sinnfrage des Wirtschaftens zurück (Kapitel 6) und macht damit auch die nötige Doppelrichtung sozialökonomischer Grundrechte deutlich: zum einen geht es um die Berechtigung und Befähigung aller Menschen zur chancengleichen Integration in den marktwirtschaftlichen Produktions- und Konsumptionsprozess, zum anderen aber zugleich um ihre Berechtigung und Befähigung zur (partiellen) Emanzipation aus den Funktionszwängen des ökonomischen Systems.“ (IWE 289)
Ähnlich wie Martha Nussbaum stellt Ulrich einen (heuristischen) Katalog der Grundfähigkeiten auf, der aus seiner Sicht grundrechtswürdige Handlungsfähigkeiten eingegrenzt auf den Bereich der Wirtschaft darstellt (IWE 291–292):
- „die Fähigkeit, die eigenen Lebenszusammenhänge zu verstehen und sich im Leben orientieren zu können (Recht auf Erziehung und Bildung);
- die Fähigkeit, die eigene Persönlichkeit, Selbstbewusstsein und Selbstachtung entwickeln und in der Arbeitswelt zur Geltung bringen zu können (Recht auf unverletzliche Identität und angemessene Partizipation an Entscheidungsprozessen auch im Wirtschaftsleben);
- die Fähigkeit, soziale Zugehörigkeit zu entwickeln und als geachtete Person Beziehungen zu anderen Menschen pflegen zu können (Recht auf soziale Integration):
- die Fähigkeit, seine Rechte wahrnehmen zu können, insbesondere im Falle unzumutbarer Einwirkungen oder Übergriffe anderer (Recht auf Rechtsschutz und fairen Prozess);
- die Fähigkeit, eine Familie gründen und unterhalten zu können (Recht auf Partnerschaft, Ehe, Kinder sowie auf angemessene soziale Unterstützung für Familien):
- die Fähigkeit, als mündiger Bürger an der gesellschaftlichen Kommunikation und an der demokratischenPolitik partizipieren zu können (Recht auf Teilnahme an der öffentlichen Kommunikation);
- die Fähigkeit, seine wirtschaftliche Existenz, wenn immer möglich aus eigener Kraft sichern zu können (Recht auf Berufsbildung, Recht auf Arbeit, faire Arbeitsbedingungen und angemessenen Lohn, aber auch Recht auf selbständiges Unternehmertum und Privateigentum, einschließlich das Recht auf angemessenen Investitionskredit, insbesondere ‚Mikrokredite‘);
- die Fähigkeit, auch in wirtschaftlichen Notlagen ein menschenwürdiges Leben in Selbstachtung führen zu können (Recht auf Existenzsicherung und soziale Betreuung).“

## Die Ebenen der Wirtschaftsethik
Die Umsetzung der integrativen Wirtschaftsethik muss nach Ulrich auf allen Handlungsebenen erfolgen. „Orte“ der Moral sind die Individualethik (Mikroebene) ebenso wie die Gestaltung der Rahmenordnung (Makroebene) und das ethische Handeln von und in Unternehmen (Mesoebene).

### Individualethik
Für den Einzelnen lehnt Ulrich eine hobbeseanische Rationalität ab, weil dieses auf einen egoistischen Wirtschaftsliberalismus hinausläuft. Er fordert vielmehr eine republikanische Bürgertugend mit Bürgersinn (Dahrendorf) und zivilisiertem Gemeinsinn (Offe) der als Gegenleistung den Bürgerrechten der freiheitlich-demokratischen Ordnung gegenübersteht. (IWE 317) Ein wesentlicher Ort der Moral ist die kritische Öffentlichkeit, an der ein verantwortlicher Wirtschaftsbürger sich beteiligt. „Allein der öffentliche Vernunftgebrauch freier und mündiger Bürger kann denn auch in der Republik den kritischen Legitimationsdruck erzeugen, der die politischen Instanzen zur Wahrnehmung des öffentlichen Interesses statt bloss ihrer eigenen Sonderinteressen anhält.“ (IWE 333)
Ulrich fordert (IWE 342) als formale „Minimalansprüche an die republikanische Bürgertugend“:
- „zum ersten eine grundsätzliche Reflexionsbereitschaft der Bürger bezüglich ihrer eigenen Präferenzen und Einstellungen, wozu eine gewisse selbstkritische Offenheit dahingehend gehört, diese u.U. aus Einsicht zu verändern;
- zum zweiten die grundlegende Verständigungsbereitschaft hinsichtlich unparteilicher, fairer Grundsätze und Verfahrensregeln deliberativer Prozesse, wobei für die Klärung dieses nötigen Basiskonsenses in besonderem Mass der gute Wille geboten ist, von der Ausnutzung verfügbarer Machtpotentiale zur vorgängigen Interessendurchsetzung abzusehen;
- zum dritten die Kompromissbereitschaft in Dissensbereichen, was neben dem guten Willen zu einem Basiskonsens über faire Spielregeln der Kompromissfindung die dauerhafte wechselseitige Respektierung eingeschränkter Uneinigkeit voraussetzt;
- zum vierten die Legitimationsbereitschaft, d. h. die Bereitschaft, das eigene ‚private‘ Handeln vorbehaltlos der Bedingung öffentlicher Legitimitätsprüfung zu unterstellen, wozu der Verzicht auf einen apriorischen Privatismus, angemessene Formen der ‚Publizität‘ und Rechenschaftsablegung über öffentlich relevante Aktivitäten gehören.“

Für Ulrich hat sich der republikanische Wirtschaftsbürger dem Gemeinwohl unterzuordnen: „Kern der Legitimitätsthese ist wie dargelegt die vorbehaltlose Bereitschaft republikanisch gesinnter Wirtschaftsbürger, den im Rahmen des öffentlichen Vernunftgebrauchs (d.h. deliberativer Demokratie) bestimmten Grundsätzen und Regeln des gerechten Zusammenlebens in der Gemeinschaft den prinzipiellen Vorrang vor ihren nicht gegenüber jedermann vertretbaren (Sonder-)Interessen einzuräumen. Die unmittelbare Konsequenz daraus ist im persönlichen Handeln die moralische Pflicht zum Verzicht auf strikte private Eigennutzmaximierung.“ (IWE 347)
Von einem kritischen Konsumenten fordert Ulrich, „der Verführung durch die ebenso allgegenwärtigen Güterangebote zu widerstehen und von ihren einen reflektierten, autonom begrenzten Gebrauch zu machen.“ (IWE 356) Ähnlich soll auch der kritische Kapitalanleger die „Bereitschaft zur Selbstbegrenzung des privaten Renditestrebens zugunsten der vorrangigen Berücksichtigung oder zumindest ergänzenden Mitberücksichtigung ethisch-praktischer Aspekte der Kapitalallokation“ aufbringen. (IWE 358)
Zusammenfassend und abmildernd weist Ulrich darauf hin, dass es für idealistische Ansprüche an den Einzelnen keine Verbindlichkeit gibt: „Wieweit das wirtschaftsbürgerliche Engagement in den skizzierten Dimensionen des Berufs- und Privatlebens konkret gehen soll, ist in einer freiheitlichen Gesellschaft im Prinzip der selbstverantwortlichen Entscheidung der mündigen Bürger überlassen.“ (IWE 359)

### Ordnungsethik
Die ethische Beurteilung und Gestaltung der gesellschaftlichen Rahmenordnung für das wirtschaftliche Handeln bezeichnet Ulrich als Ordnungsethik, für die er ein Primat vor der „Logik des Marktes“ fordert. Anzustreben ist eine „vitale“, lebensdienliche Marktwirtschaft, die Ulrich instrumentell versteht: „Es geht um die Marktlenkung nach ethisch-praktischen Gesichtspunkten der Human-, Sozial- und Umweltverträglichkeit. Wo Marktlösungen als solche nicht das „menschenwürdige Leben fördern“, sondern ihnen im Wege stehen, ist politische Marktbegrenzung angezeigt, auch wenn dies unter „rein“ ökonomischen Gesichtspunkten u. U. mit Effizienz- und Wohlstandsverlusten (für wen?) verbunden ist.“ (IWE 366) Eine Ordnungspolitik, die sich auf eine Wettbewerbspolitik beschränkt, wie dies nach Ulrich der Neoliberalismus fordert, reicht nicht aus. Die Vorstellung, dass das Gemeinwohl und der Wohlstand am besten durch eine marktwirtschaftliche Ordnung gefördert werden, bezeichnet Ulrich als „metaphysisches Heilsversprechen“. (IWE 378) Selbst das Konzept der Sozialen Marktwirtschaft des Ordoliberalismus wertet er als „systematisch ungenügende und unzeitgemässe politisch-philosophische Fundierung ihrer ordnungspolitischen Konzeption.“ (IWE 389)
Ulrich kritisiert
- die Ablehnung demokratischer Elemente wie der Mitbestimmung durch die Ordoliberalen und bezeichnet dies als „Demokratiedefizit“;
- die Forderung nach wettbewerbsneutralen ordnungspolitischen Maßnahmen, weil aus seiner Sicht kein ordnungspolitischer Eingriff neutral bezogen auf die Betroffenen sein kann, so dass Ordnungspolitik immer von Moral geleitet sein muss.

Ordnungspolitische Willensbildungsprozesse sind gedanklich der kritischen Bürgerdebatte zu öffnen. (IWE 400) Dabei geht es um
(a) die subjektiven Rechte aller Wirtschaftsbürger im Marktprozess
Neben Eigentums-, Unternehmer-, Arbeitnehmer, Konsumenten- und Mieterrechten sieht Ulrich auch die Rechte der von externen Effekten betroffenen Bürger in Hinblick auf Informationen, Schutz und Klagemöglichkeiten. „Vom realpolitischen Status quo ausgehend wird es vor allem darum gehen, den politikwissenschaftlich kaum bestreitbaren Einfluss der Eigentumsverhältnisse auf die politisch-ökonomischen Kommunikationsverhältnisse bestmöglich zu neutralisieren, also kommunikationsverzerrende oder -schließende, aus Verfügungsrechten resultierende Macht im ordnungspolitischen Prozess zu eliminieren.“ (IWE 404)
(b) die in die einzelwirtschaftlichen Kalküle eingehenden Rechnungsnormen
Hierunter versteht Ulrich staatlich vorgeschriebene Preisbildungen und Preisüberwachung gegen Monopolstrukturen sowie Lenkungsmaßnahmen wie Subventionen oder Steuergestaltung. Damit sollen Verteilungsfragen sowie strukturelle Allokationen beeinflusst werden.
(c) die den Markt begrenzenden Randnormen
Als Randnormen bezeichnet Ulrich Grenzwerte bei Emissionen oder Immissionen, Belastungen von Lebensmitteln und auch Minimallöhne und Maximalarbeitszeiten. Des Weiteren zählt er hierzu Zölle, beschränkte Ladenöffnungszeiten oder Sonntagsarbeit, von Qualitätsstandards abhängige Zulassungen oder Sicherheitsbestimmungen. Schließlich gehört in diesen Bereich die Festlegung öffentlicher Güter vor allem in den Bereichen Gesundheit, Bildung und Kultur. „Im fairen Wettbewerb soll kein anderer Zwang als der des besseren Angebots zählen – aber es muss ja nicht überall im Leben Wettbewerb herrschen.“ (IWE 409)
Auch in Hinblick auf die Globalisierung kritisiert Ulrich ungebundene und unkontrollierte Märkte sowie den Wettbewerb zwischen den Volkswirtschaften. Aus Sicht der integrativen Wirtschaftsethik müssen zumindest innerhalb der großen regionalen Räume wie der EU, Asean, Nafta oder Mercusur vergleichbare Randnormen, Rechte und Rechnungsnormen geschaffen werden.

### Unternehmensethik
In der Unternehmensethik setzt sich Ulrich zunächst kritisch mit dem Gewinnprinzip auseinander und kommt zu dem Ergebnis: „Strikte Gewinnmaximierung kann prinzipiell keine legitime unternehmerische Handlungsorientierung sein, denn sie bedeutet ja gerade, dass alle mit dem Gewinnstreben konfligierenden Wertgesichtspunkte bzw. Ansprüche diesem untergeordnet werden. Jeder Ansatz von Unternehmensethik, der die unternehmerische Erfolgs- oder Gewinnorientierung nicht kategorisch von einem Legitimationsvorbehalt abhängig macht, ist als ökonomistisch verkürzt zu begreifen: Legitimes Gewinnstreben ist stets moralisch begrenztes Gewinnstreben.“ (IWE 450)
Unternehmensethik kann für Ulrich nicht instrumentell begrenzt sein. Solange ethische Prinzipien so eingesetzt werden, dass sie die Stellung des Unternehmens im Markt verbessern, liegt kein ethisches Handeln vor, sondern die Anwendung von Methoden der Unternehmensführung. Auch die karitative Gewinnverwendung erfüllt nicht den Anspruch einer Unternehmensethik, weil hier nicht gefragt wird, wie diese Gewinne erzielt worden sind. Es reicht auch nicht, Unternehmensethik als ein Korrektiv zum Gewinnprinzip aufzufassen, weil man dann das allgemeine unternehmerische Handeln der ethischen Bewertung entzieht. In der integrativen Wirtschaftsethik wird von der Unternehmung im ersten Schritt gefordert, „ihre Existenzsicherung und ihren betriebswirtschaftlichen Erfolg ausschließlich mit gesellschaftlich legitimen und sinnvollen Strategien unternehmerischer Wertschöpfung [zu] erreichen.“ (IWE 463) In der Erläuterung spricht Ulrich von der „gesellschaftlichen Funktionsoptimierung der Unternehmung“ und nennt als herausragende Beispiele die Migros, The Body Shop oder Tom’s of Maine. „Aus der Perspektive der integrativen Unternehmensethik ist hier der systematische Gedanke wesentlich, dass die Lebensdienlichkeit der unternehmerischen Wertschöpfungsidee als die konstitutive ethische und funktionale Grundlage des Geschäftsmodells verstanden wird, wobei aber der kategorische Vorrang der begründenden Lebensdienlichkeit vor der betriebswirtschaftlichen Erfolgsträchtigkeit durchzuhalten ist.“ (IWE 467)
Außer der grundsätzlichen Ausrichtung des Unternehmens hält Ulrich es für geboten, dass Unternehmen sich durch Verbandsarbeit aktiv für eine Verbesserung der Rahmenbedingungen einsetzen. Dies ist vorrangig eine Frage der Einstellung: „Ohne republikanisch gesinnte Wirtschaftsbürger in den Führungsetagen der Unternehmen, die aus Gemeinsinn grundsätzlich bereit sind, den ethischen Prinzipien der Res publica den systematischen Vorrang vor ihren wirtschaftlichen Eigeninteressen einzuräumen, wird wohl weder die Ordnungs- noch die Unternehmensethik zur Praxis kommen.“ (IWE 472)
Ulrich betrachtet „die gesellschaftsrechtliche Privatautonomie privatwirtschaftlich verfasster Unternehmen als juristische Fiktion; faktisch sind vor allem größere Unternehmen längst zu quasi-öffentlichen Institutionen geworden: Ihre Eigentumsbasis ist zwar privat, aber ihre Wirkungszusammenhänge sind weitestgehend öffentlich relevant.“ (IWE 474) Deshalb haben Unternehmen sich im Konfliktfall einer öffentlichen Diskussion mit ihren Stakeholdern zu stellen: „Zwar ist und bleibt es wie dargelegt Aufgabe der Unternehmung vorzuschlagen; doch zur Sicherung einer legitimen Wertschöpfungs- und Wertverzehrungsverteilung und damit der Geschäftsintegrität ist diese in einem unternehmenspolitischen Deliberationsprozess mit allen „Stakeholdern“ vorbehaltlos zu Disposition zu stellen und gegenüber allen Betroffenen zu begründen.“ (IWE 475) Als Grenze der Rechtfertigungspflicht gegenüber einer kritischen Öffentlichkeit und der ‚Einflussnahme durch die Stakeholder‘ nennt Ulrich das Kriterium der Zumutbarkeit. In der Konsequenz ergibt sich ein Anspruch, der über die bestehende Rechtsordnung klar hinausgeht und auch in der Grundauffassung zu ihr im Widerspruch steht: „Die vorherrschende Konzentration auf das Principal-Agent-Problem, also die strikte Ausrichtung des Managements (Agent) auf die Eigentümerinteressen (Principal), ist aus umfassender Sicht eher ein Teil des Problems als der Lösung. An diesem Punkt trennt sich die wirtschaftsethische Perspektive guter Unternehmensführung, die allen legitimen Stakeholder-Interessen gerecht werden will, von jener des Wirtschaftsrechts, die sich auf die gegebenen Normen des Gesellschafts- und insbesondere Aktienrechts beschränkt.“ (IWE 490-491)

## Kritik an der Integrativen Wirtschaftsethik
Einer der ersten Kritiker Ulrichs ist Birger Priddat mit der Auffassung, dass die integrative Wirtschaftsethik weniger an Kant ausgerichtet, sondern eher eine Tugendethik im Sinne von Aristoteles sei, die mit der Diskursethik verknüpft werde. Daher habe man es „mit einer politischen Theorie der Bedürfnisdemokratie unter Auslassung des ökonomischen Problems zu tun.“ Für Werner Lachmann liegt eines der wesentlichen Probleme in der Implementierung der integrativen Wirtschaftsethik, für die er entsprechende Vorschläge vermisst: „Es fällt auf, dass Ulrich alle praktischen Anwendungen scheut.“ Die Ursache hierfür sehen Steinmann/Löhr darin, dass im Konzept von Ulrich ein ökonomischer Maßstab zur Beurteilung des Handelns fehlt. „Da Ulrich nicht angibt, mit welchem oder wessen Anspruch der Dialog beginnen soll, muss man wohl von einem Reigen spontaner Vorschläge ohne Richtigkeitsvermutung an die Adresse der Unternehmen ausgehen. Solche Bemühungen bleiben dann aber im wahrsten Sinne des Wortes ‚ziellos‘.“ Der Ökonom Joachim Weimann hält Ulrich eine Reflexion ohne genügendes Verständnis für die „normativen Grundlagen der ökonomischen Forschung“ vor. Insbesondere hält er Ulrich vor, dass er die Frage von Allokation und Verteilung nicht sauber trennt, wenn er fordert, dass Menschen Ansprüche auf alternative Lebensentwürfe geltend machen dürfen. Denn auch diese konkurrieren um knappe Güter. Effizienz bedeute nicht, wie Ulrich behauptet, „die relative Maximierung des je privaten Vorteils“, sondern lediglich die Abwesenheit von Verschwendung. Aus dem Pareto-Kriterium folgt kein Sachzwang, sondern es handelt sich um die ethische Forderung, Verschwendung zu vermeiden. Die ökonomische Theorie entscheidet nicht über Verteilungsfragen, sondern liefert Informationen darüber, welche Verteilung wie effizient wirkt. Rationalität bedeutet nicht Egoismus, sondern kann genauso gut für altruistische Ziele eingesetzt werden. „Die Erkenntnis, dass Wettbewerbsmärkte unter der Voraussetzung strikt eigennützigen Verhaltens zu einer effizienten Ressourcenallokation führen, ist eine extrem wichtige Einsicht. Das aber bedeutet nicht, dass Eigennutzstreben als einziger legitimer Lebenszweck gerechtfertigt wird.“ (ebd.) Weimann hält Ulrich vor, dass er seine Argumentation an Problemen aufbaut, die in dieser Weise von niemandem vertreten werden: „Er schafft ein ideologisches Konstrukt, auf das sich trefflich einschlagen lässt, das nur leider nichts mit dem zu tun hat, was sich innerhalb der ökonomischen Disziplin abspielt.“ (ebd.)